# International Football Cup 1962/63
De International Football Cup (later de Intertoto Cup) van 1962-63 werd gewonnen door RH Slovnaft Bratislava, dat Calcio Padova versloeg in de finale. Aan deze tweede editie van het toernooi deden 32 clubs mee. Voor het eerst ook clubs uit Frankrijk, Italië, Hongarije en Joegoslavië.

## Groepsfase
De clubs werden verdeeld in acht groepen van elk vier clubs. In tegenstelling tot vorig jaar, was er minder sprake van een geografische verdeling. De acht groepwinnaars stroomden door naar de knock-outrondes.

### Groep A1
| Team                      | Ptn | Wed | W | G | V | DV | DT | DS  |
| ------------------------- | --- | --- | - | - | - | -- | -- | --- |
| 1. RH Slovnaft Bratislava | 10  | 6   | 4 | 0 | 2 | 14 | 10 | +4  |
| 2. Racing Club de Paris   | 7   | 6   | 2 | 3 | 1 | 20 | 18 | +2  |
| 3. SSC Venezia            | 6   | 6   | 2 | 2 | 2 | 18 | 14 | +4  |
| 4. BSC Young Boys         | 3   | 6   | 1 | 1 | 4 | 9  | 19 | -10 |

### Groep A2
| Team              | Ptn | Wed | W | G | V | DV | DT | DS |
| ----------------- | --- | --- | - | - | - | -- | -- | -- |
| 1. Újpest FC      | 10  | 6   | 4 | 2 | 0 | 14 | 5  | +9 |
| 2. Stade Français | 7   | 6   | 2 | 3 | 1 | 9  | 5  | +4 |
| 3. AC Mantova     | 4   | 6   | 2 | 0 | 4 | 7  | 16 | -9 |
| 4. Sparta Praag   | 3   | 6   | 1 | 1 | 4 | 11 | 15 | -4 |

### Groep A3
| Team                    | Ptn | Wed | W | G | V | DV | DT | DS |
| ----------------------- | --- | --- | - | - | - | -- | -- | -- |
| 1. Calcio Padova        | 9   | 6   | 4 | 1 | 1 | 15 | 8  | +7 |
| 2. Dorogi Bányász SE    | 7   | 6   | 3 | 0 | 3 | 13 | 13 | 0  |
| 3. FC La Chaux-de-Fonds | 5   | 6   | 2 | 1 | 3 | 10 | 13 | -3 |
| 4. TJ Spartak LZ Pilsen | 5   | 6   | 1 | 2 | 3 | 12 | 16 | -4 |

### Groep A4
| Team               | Ptn | Wed | W | G | V | DV | DT | DS |
| ------------------ | --- | --- | - | - | - | -- | -- | -- |
| 1. Servette FC     | 8   | 6   | 3 | 2 | 1 | 11 | 9  | +2 |
| 2. FK Sarajevo     | 6   | 6   | 2 | 2 | 2 | 9  | 12 | -3 |
| 3. Slovan Nitra    | 5   | 6   | 2 | 1 | 3 | 12 | 9  | +3 |
| 4. Nîmes Olympique | 5   | 6   | 2 | 1 | 3 | 11 | 13 | -2 |

### Groep B1
| Team                    | Ptn | Wed | W | G | V | DV | DT | DS  |
| ----------------------- | --- | --- | - | - | - | -- | -- | --- |
| 1. FC Tatabánya         | 11  | 6   | 5 | 1 | 0 | 18 | 7  | +11 |
| 2. AFC Ajax             | 8   | 6   | 4 | 0 | 2 | 18 | 11 | +7  |
| 3. AS Nancy             | 4   | 6   | 2 | 0 | 4 | 10 | 12 | -2  |
| 4. 1. FC Kaiserslautern | 1   | 6   | 0 | 1 | 5 | 9  | 25 | -16 |

### Groep B2
| Team                 | Ptn | Wed | W | G | V | DV | DT | DS |
| -------------------- | --- | --- | - | - | - | -- | -- | -- |
| 1. OFK Belgrado      | 9   | 6   | 4 | 1 | 1 | 13 | 9  | +4 |
| 2. Lanerossi Vicenza | 6   | 6   | 3 | 0 | 3 | 8  | 9  | -1 |
| 3. FC Bayern München | 5   | 6   | 2 | 1 | 3 | 14 | 9  | -5 |
| 4. Feyenoord         | 4   | 6   | 2 | 0 | 4 | 12 | 10 | +2 |

### Groep B3
| Team                   | Ptn | Wed | W | G | V | DV | DT | DS |
| ---------------------- | --- | --- | - | - | - | -- | -- | -- |
| 1. NK Rijeka           | 9   | 6   | 4 | 1 | 1 | 18 | 11 | +7 |
| 2. Rot-Weiß Oberhausen | 8   | 6   | 3 | 2 | 1 | 15 | 12 | +3 |
| 3. FC Basel            | 5   | 6   | 1 | 3 | 2 | 16 | 20 | -4 |
| 4. PSV                 | 2   | 6   | 1 | 0 | 5 | 11 | 17 | -6 |

### Groep B4
| Team                   | Ptn | Wed | W | G | V | DV | DT | DS  |
| ---------------------- | --- | --- | - | - | - | -- | -- | --- |
| 1. Pécsi Dózsa FC      | 11  | 6   | 5 | 1 | 0 | 17 | 7  | +10 |
| 2. Blauw-Wit Amsterdam | 6   | 6   | 2 | 2 | 2 | 10 | 12 | -2  |
| 3. FK Velež Mostar     | 5   | 6   | 2 | 1 | 3 | 16 | 11 | +5  |
| 4. VfL Hildesheim      | 2   | 6   | 1 | 0 | 5 | 8  | 21 | -13 |

## Kwartfinales
| Team 1         | Tot. | Team 2                 | 1e wedstr. | 2e wedstr. |
| -------------- | ---- | ---------------------- | ---------- | ---------- |
| Servette FC    | 1-6  | FC Tatabánya           | 1-0        | 0-6        |
| Pécsi Dózsa FC | 4-3  | NK Rijeka              | 2-1        | 2-2        |
| Calcio Padova  | 10-5 | OFK Belgrado           | 7-1        | 3-4        |
| Újpest FC      | 2-4  | RH Slovnaft Bratislava | 1-0        | 1-4        |

De wedstrijd Pécsi vs. Rijeka is ook gerapporteerd als 2-0, maar de officiële uitslag is 2-1.

## Halve finales
| Team 1                 | Tot. | Team 2         | 1e wedstr. | 2e wedstr. |
| ---------------------- | ---- | -------------- | ---------- | ---------- |
| Calcio Padova          | 7-3  | Pécsi Dózsa FC | 4-3        | 3-0        |
| RH Slovnaft Bratislava | 3-2  | FC Tatabánya   | 1-1        | 2-1        |

## Finale
De finale vond plaats op 3 april 1963 in Padova.
| Team 1                 | Res. | Team 2        |
| ---------------------- | ---- | ------------- |
| RH Slovnaft Bratislava | 1-0  | Calcio Padova |

Er zijn ook niet officiële rapporten waarin gesteld wordt dat deze wedstrijd in tweeën is gespeeld, met een eerste wedstrijd in Bratislava, die in 0-0 zou zijn geëindigd.